# Artur Dinter
Artur Dinter (ur. 27 czerwca 1876 w Mülhausen, zm. 21 maja 1948 w Offenburgu) – polityk i ideolog nazistowski, członek NSDAP, gauleiter Turyngii w latach 1925-1927, pisarz, autor publikacji antysemickich.

## Życiorys

### Od 1876 do 1924
Urodził się 27 czerwca 1876 roku jako syn urzędnika celnego. Został wychowany w pobożnej katolickiej rodzinie. W 1895 roku rozpoczął w Monachium studia z zakresu nauk przyrodniczych. Na studiach szczególnie zafascynowała go teoria ewolucji, zwłaszcza jej filozoficzna wersja propagowana w Niemczech przez biologa Ernsta Haeckela. W tym okresie Dinter porzucił katolicyzm, tak jak Haeckel uważał, że przyroda jest przesiąknięta duchowością a ewolucja stanowi kosmiczną, boską siłę (zob. panteizm). Rozwój przyrody prowadzi do rozwoju człowieka, różne rasy ludzkie są wyrazem tego rozwoju, Żydzi znajdują się na najniższym szczeblu rozwoju a rasa germańska na najwyższym. W 1903 roku zdobył doktorat z Chemii na Uniwersytecie w Strasburgu. Po ukończeniu studiów rozpoczął pracę jako nauczyciel w szkole średniej.
W 1904 roku opublikował pierwszy dramat teatralny, który został życzliwie przyjęty przez krytykę, wygrał nagrodę literacką w Alzacji. W 1904 roku przeniósł się do Berlina gdzie związał się zawodowo z teatrem: pisał sztuki teatralne, pracował jako inspicjent i urzędnik Stowarzyszenia Niemieckich Dramaturgów. W swoich sztukach poruszał motywy religijne, propagował swoją własną wizje religijności. Jego dzieła nie odnosiły jednak sukcesów. W 1913 roku zetknął się z twórczością Houstona Stewarta Chamberlaina. Chamberlain przedstawiał historię jako walkę pomiędzy dobrą rasą aryjską i złą semicką. Dzieła Chamberlaina wywarły ogromny wpływ na Dintera, twierdził, że przeżył dzięki nim "duchowe odrodzenie".
Po wybuchu I wojny światowej walczył w armii niemieckiej. Został jednak zwolniony z wojska w 1916 roku na skutek komplikacji po przebyciu cholery. Po powrocie do Berlina dowiedział się, że jego żona miała romans z mężczyzną pochodzenia żydowskiego i była z nim w ciąży, wydatnie wzmocniło to jego fobie antysemicką. W tym okresie sformułował teorie "aryjskiego Jezusa", która nakazywała odrzucenie tradycyjnych religii chrześcijańskich, zwłaszcza katolicyzmu i odrodzenie niemieckiej wiary opartej na "prawdziwym" chrześcijaństwie.

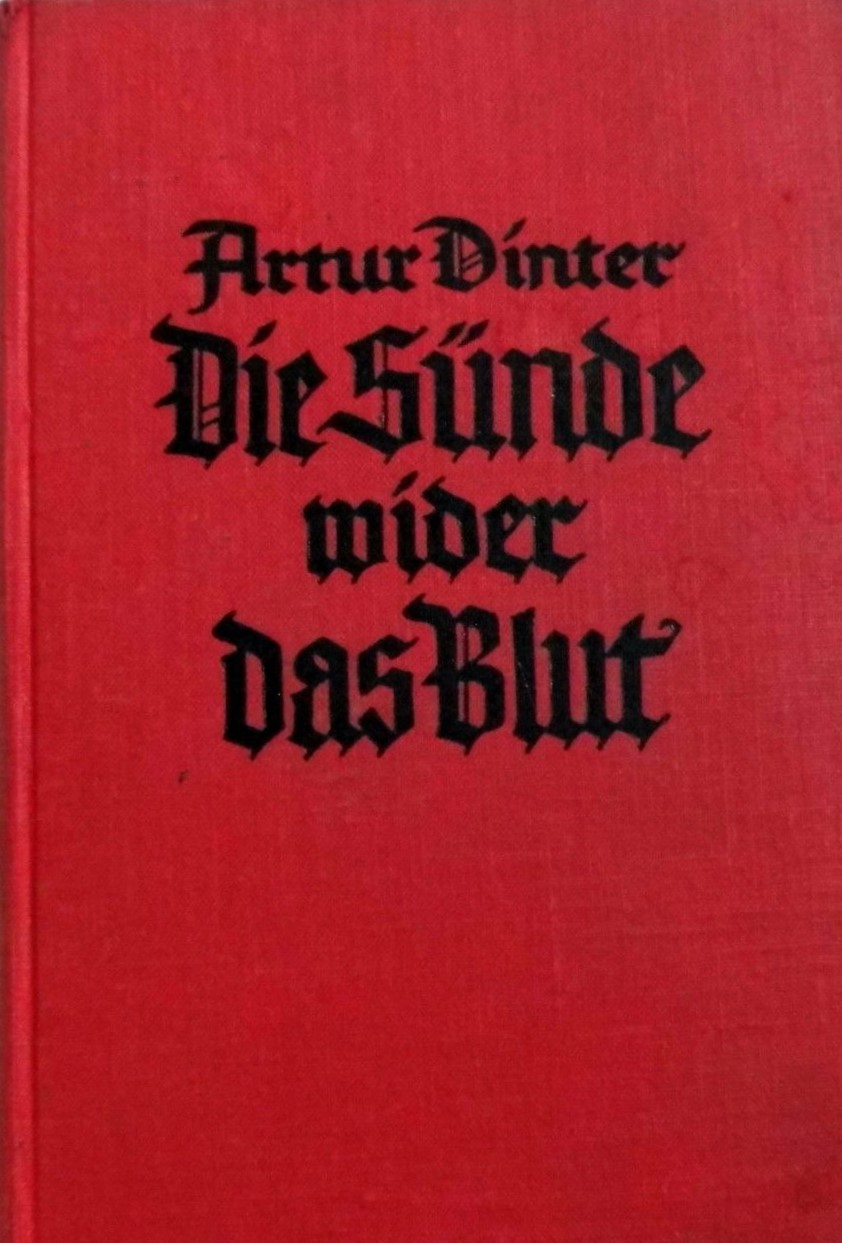
Grzech przeciwko krwi (1918) Artura Dintera, łączny nakład w 1934 roku osiągnął wysokość 260 000 egzemplarzy.

Swoją filozofie religijną zawarł w książce Grzech przeciwko krwi (niem. Die Sünde wider das Blut). Książka stała się bestsellerem, wielokrotnie wznawiana w 1934 roku osiągnęła łączny nakład 260 000 egzemplarzy. Dzieło Dintera jest jedną z najlepiej sprzedających się książek w całej historii niemieckiej literatury i była jedną z najważniejszych publikacji popularyzujących ideologie volkistowską. W kolejnych latach publikował kolejne części powieści Grzech przeciwko duchowi (niem. Die Sünde wider den Geist) (1921, 100 000 sprzedanych egzemplarzy w przeciągu roku) i Grzech przeciwko miłości (niem. Die Sünde wider die Liebe) (1922). W książce przedstawiał rasistowską quasi-chrześcijańską religię, która uznawała, że dusze ludzkie wędrują po śmierci wcielając się w niższe lub wyższe rasy w zależności od zasług moralnych za życia (rodzaj metempsychozy). Centralnym punktem światopoglądu jest rasa. Żydzi, zdaniem Dintera, stanowią najniższą rasę, która demoralizuje wyższe rasy (takie jak rasa aryjska), dążą do władzy nad światem w celu zniszczenia kultury i cywilizacji. Mieszanie się ze sobą ras ma, zdaniem Dintera, apokaliptyczne konsekwencje, krew rasy "gorszej" wypiera krew rasy "lepszej" i w ten sposób prowadzi do zagłady i degeneracji ras wyższych.
W swoich książkach, wbrew ideologii nazistowskiej, potępiał jednak przemoc wobec Żydów. Pochwalał natomiast normy prawne dyskryminujące Żydów.

### 1924 do 1948
W 1924 roku dołączył do NSDAP, partia była wówczas nielegalna, Hitler znajdował się w więzieniu po puczu monachijskim. Dinter odwiedził Hitlera w więzieniu i został mianowany liderem partii na terenie Turyngii. Po ponownej legalizacji partii w lutym 1925 roku Dinter został mianowany gauleiterem Turyngii.
W 1927 roku zrezygnował z funkcji gauleitera, stworzył wówczas koncepcje nowego niemieckiego kościoła chrześcijańskiego opartego na wyłożonych przez siebie zasadach religijnych i chciał mocniej zaangażować się w jej propagowanie. Zjadliwe ataki Dintera na katolicyzm i protestantyzm stawały się coraz bardziej niewygodne dla partii. NSDAP chciała wówczas pozyskać także umiarkowanych, konserwatywnych wyborców w tym także protestantów i katolików.
Z czasem Dinter stawał się coraz bardziej krytyczny wobec kultu Adolfa Hitlera, który zaczął się szerzyć w NSDAP pod koniec lat 20. W 1928 roku na zjeździe przywódców NSDAP zgłosił wniosek o powołanie specjalnego senatu partyjnego, który miałby zatwierdzać lub kwestionować decyzje Hitlera. Było to zakwestionowanie zasady wodzostwa, którą rządziła się wówczas partia. Wniosek został zablokowany przez Hitlera a sam Dinter został wyrzucony z partii w październiku 1928 roku.
Po wyrzuceniu z NSDAP Dinter nie odgrywał już istotnej roli w polityce. Stworzona przez Dintera społeczność religijna w 1933 roku przyjęła nazwę Niemiecki Kościół Narodowy (niem. Deutsche Volkskirche). W 1937 roku Heinrich Himmler zakazał działalności organizacji, zakazano także sprzedaży książek Dintera. W 1942 roku w SS wytoczono Dinterowi proces za propagowanie swoich nauk religijnych wbrew zakazowi, został jednak uniewinniony. Po zakończeniu wojny został osądzony przez Trybunał w Norymberdze za propagowanie antysemityzmu w swoich książkach, dostał jednak minimalną karę ponieważ nie był związany z reżimem nazistowskim w okresie gdy NSDAP sprawowała władzę, poza tym potępiał przemoc wobec Żydów zarówno przed jak i po objęciu władzy przez nazistów.